# Горькая Балка (Новокубанский район)
Го́рькая Ба́лка — хутор в Новокубанском районе Краснодарского края.
Входит в состав Прикубанского сельского поселения.

## Население
| 2002 | 2010 |
| ---- | ---- |
| 470  | ↘420 |

## Улицы
| - ул. Дальняя, - ул. Забайкаловская, | - ул. Красноармейская, - ул. Школьная. |